# Matthias Benad
Matthias Benad (* 1951 in Dresden) ist ein deutscher evangelischer Kirchenhistoriker.

## Leben
Benad lebte bis zum Alter von acht Jahren in Dresden und siedelte dann nach Bad Homburg um. In Frankfurt am Main und Marburg studierte er von 1971 bis 1976 Evangelische Theologie und Germanistik. Nach der Promotion an der Universität Frankfurt am Main 1981 habilitierte er sich 1987 ebenda. In den Jahren von 1979 bis 1982 und von 1987 bis 1992 war Benad als evangelischer Pfarrer tätig, davon fünf Jahre in der Altenheimseelsorge; dazwischen war er wissenschaftlicher Mitarbeiter an der Universität Frankfurt.
1992 kam Benad als Professor für neuere Kirchengeschichte, Diakonie- und Sozialgeschichte an die Kirchliche Hochschule Bethel und gründete dort ein Jahr später die Forschungsstelle für Diakonie- und Sozialgeschichte. Aus ihr ging 2004 das Institut für Diakonie- und Sozialgeschichte an der Kirchlichen Hochschule Wuppertal/Bethel hervor.
Seine Forschungsschwerpunkte sind Ketzergeschichte des Mittelalters, Religion und Gesellschaft im 18. Jahrhundert, Diakoniegeschichte im Kontext der Religionen, Geschichte der Von Bodelschwinghschen Anstalten Bethel und Regionalkirchengeschichte.
Seit 2005 ist Benad ordentliches Mitglied der Historischen Kommission für Westfalen.
Benad ist emeritiert (Stand 2021).

## Schriften (Auswahl)
- Toleranz als Gebot christlicher Obrigkeit. Das Büdinger Patent von 1712. Hildesheim 1983, ISBN 3-8067-0227-6.
- Domus und Religion in Montaillou. Katholische Kirche und Katharismus im Überlebenskampf der Familie des Pfarrers Petrus Clerici am Anfang des 14. Jahrhunderts. Tübingen 1990, ISBN 3-16-145562-2.
- mit Wolfgang Motzkau-Valeton und Kerstin Stockhecke: Zwangsarbeiter und Kriegsgefangene in den v. Bodelschwinghschen Anstalten Bethel 1939–1945. Ein Zwischenbericht, vom September 2000. Bethel 2000, OCLC 53231161.
- als Herausgeber mit Hans-Walter Schmuhl: Aufbruch in die Moderne. Der evangelische Kirchenkreis Bielefeld von 1817 bis 2006. Bielefeld 2006, ISBN 3-89534-642-X.
- als Herausgeber mit Hans-Walter Schmuhl und Kerstin Stockhecke. Bethels Mission (4): Beiträge von der Zeit des Nationalsozialismus bis zur Psychiatriereform. Luther-Verlag, Bielefeld 2016.